# Mary Ward (författare)
Mary Ward (född King), 27 april 1827 i Ferbane, Offaly County, Irland, död 31 augusti 1869 i Birr, Irland, var en brittisk-irländsk författare, konstnär, astronom och mikroskopist.

## Biografi
Ward var yngsta barnet till Henry och Harriett King. Hon och hennes systrar utbildades hemma, liksom de flesta flickor på den tiden, men hennes utbildning avvek något från normen, då hon växte upp i en vetenskaplig familj. Hon var intresserad av naturen redan i tidig ålder, och när hon var tre år gammal började hon samla insekter.
Ward var också en engagerad amatörastronom och delade detta intresse med sin kusin William Parsons, 3rd Earl av Rosse. Parsons byggde ett spegelteleskop (Leviathan av Parsonstown) vid Parsonstown med en sex fots spegel, vilket förblev världens största fram till 1917. Ward var en frekvent besökare på Birr Castle, där hon gjorde skisser av varje steg i processen. Tillsammans med fotografier tagna av Parsons hustru Mary Rosse, var det Wards skisser som används för att underlätta en senare restaurering av teleskopet.
Ward gjorde också teckningar av insekter, vilket observerades av astronomen James South. Hon använde ett förstoringsglas för att se små detaljer, och hennes teckningar imponerade så mycket på honom, att han övertalade hennes far att köpa henne ett mikroskop. Detta blev början på en livslång passion. Hon började läsa allt hon kunde hitta om mikroskopi, och lärde sig detta tills hon hade ren expertkunskap. Hon gjorde sina preparat på tunna skivor av elfenben eftersom glas var svårt att få tag i, och utförde på detta sina egna bilder. Fysikern David Brewster bad henne att göra hans mikroskopbilder, och använde hennes teckningar i många av sina böcker och artiklar.
När Ward skrev sin första bok, Sketches with the microscope, trodde hon uppenbarligen inte att någon skulle vilja ge ut den på grund av hennes kön eller brist på akademiska meriter. Hon publicerade därför 250 exemplar av den privat, och delade ut flera hundra flygblad för att marknadsföra den. Försäljningen under de närmaste veckorna var emellertid tillräcklig för att ett förlag i London skulle ta risken och ge henne kontrakt för framtida publicering. Boken trycktes åtta gånger mellan 1858 och 1880. Hon skrev även två andra böcker, varav en var en nybörjarguide till astronomi, samt flera artiklar. Hon illustrerade själv alla sina egna arbeten och dessutom många böcker och rapporter av andra forskare.
Den 31 augusti 1869 färdades hon och hennes make, Henry, tillsammans med Parsons söner i den ångdrivna bil som Parsons byggt. Hon kastades då ur bilen i en kurva i vägen vid Parsonstown (dagens Birr, Irland). Hon dödades när hon föll under hjulen på bilen och blev därigenom världens första person, som är känd för att ha dödats av ett motorfordon.

## Utmärkelser
Universitet och de flesta organisationer accepterade inte kvinnor, men Ward utbildade sig på de sätt hon kunde. Hon tillskrev ofta forskare och bad dem om rapporter som de hade publicerat. År 1848 valdes Parsons till ordförande i Royal Society, och Wards många besök i hans hem i London gjorde att hon kunde träffa många forskare.
Hon var en av endast tre kvinnor på sändlistan för Royal Astronomical Society (de övriga var en drottning Victoria och Mary Somerville, en vetenskapskvinna som gett namn till Somerville College vid Oxford University).

## Eftermäle
Wards mikroskop, tillbehör, diabilder och böcker finns utställda i hennes makes hem, Castle Ward, County Down. William Parsons hem på Birr Castle, County Offaly, är också öppet för allmänheten.